# Tawaraya Sōtatsu

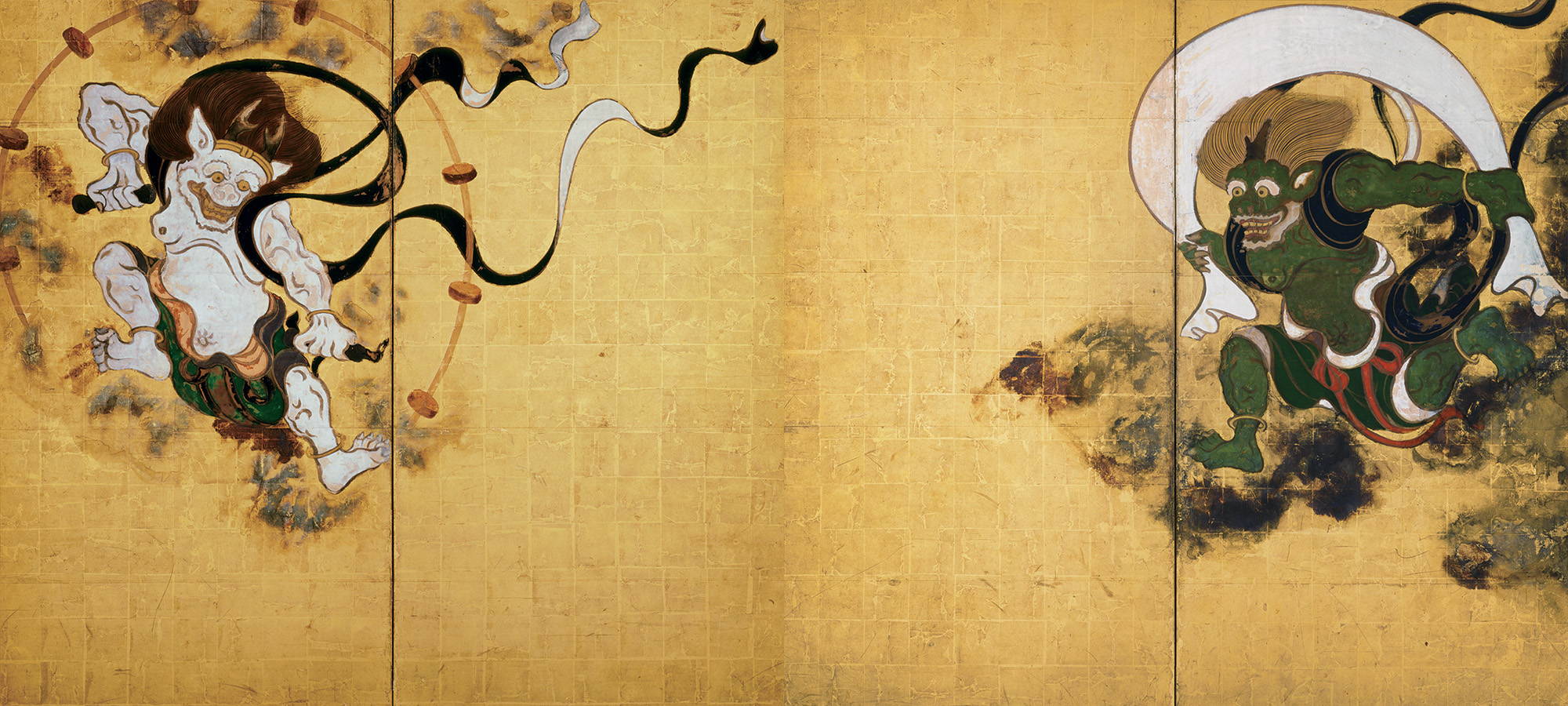
Fūjin Raijin zu (風神雷神図)

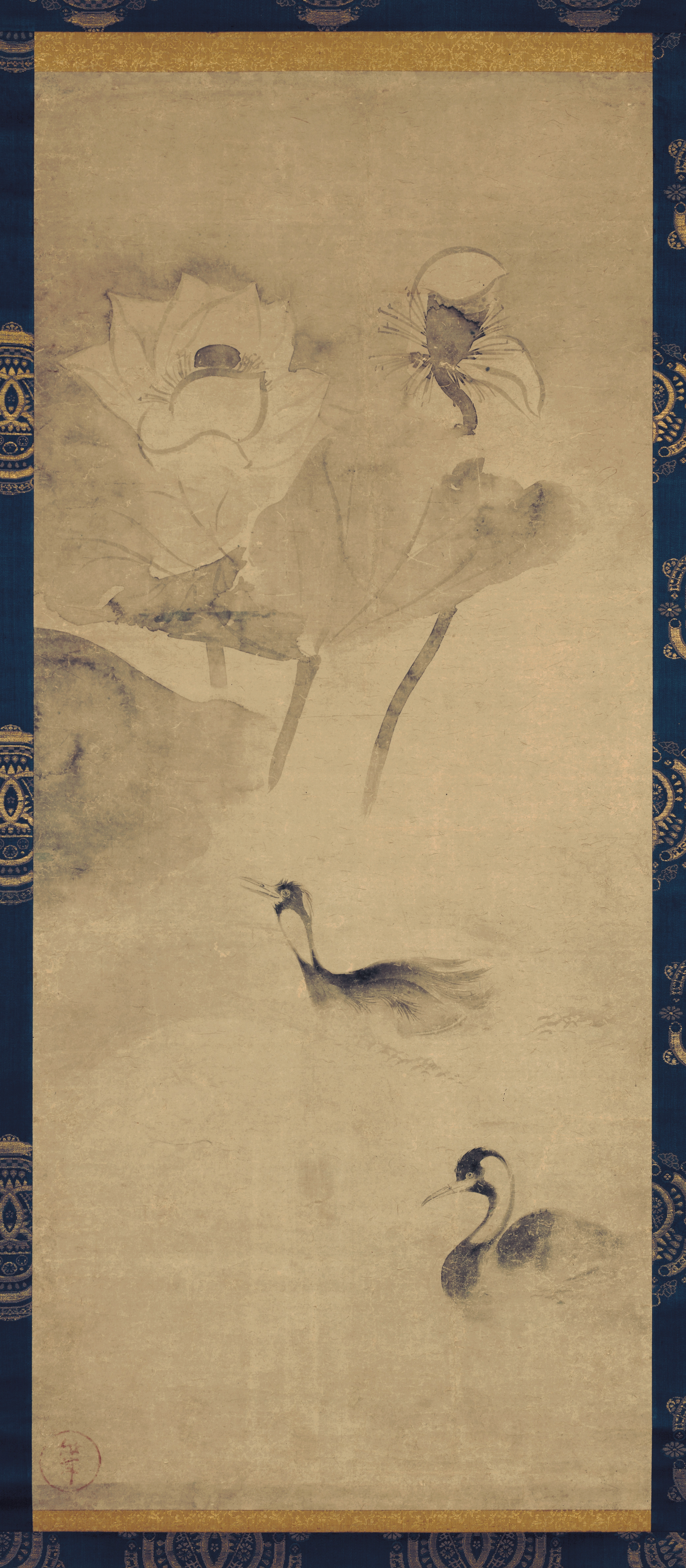
Renchi suikin zu (蓮池水禽図, „Lotosteich mit Wasservögel“)

Tawaraya Sōtatsu (jap. 俵屋 宗達; aktiv von Keichō (1595–1615) bis Kan’ei (1624–1644)) war ein japanischer Künstler und – postum – Mitbegründer der Rimpa (kurz für Kōrin-ha), einer Schule der japanischen Malerei, die daher auch Sōtatsu-Kōrin-ha genannt wird.
Sōtatsu begann seine Karriere als Fächermaler in Kyōto. Später wurde er an den Kaiserhof gerufen, wo er Schmuckblätter für die Kalligraphie gestaltete. Er wurde in hohem Maße durch die höfische Kultur von Kyōto beeinflusst. So traf Sōtatsu mit dem berühmten Designer und Kalligraphen Hon’ami Kōetsu zusammen und malte Hintergründe für dessen Arbeiten. Sōtatsu tat sich besonders in Projekten hervor, die ein sorgfältiges Arrangement dekorativer Wandschirme und Fächer zum Inhalt hatten. Er schuf eine neue Ausdrucksweise für Farben und Linien und machte eine Technik namens tarashikomi populär, bei der eine Farbe auf die andere aufgetragen wurde, während diese noch feucht war. Sōtatsu entwickelte auch einen unverwechselbaren Stil der einfarbigen Malerei, bei dem Tusche anstelle von Farbe zum Einsatz kam. Zu seinen herausragendsten Werken gehören die bebilderten Umschlagdeckel, welche er für das Lotos-Sutra malte.
Neben drei Nationalschätzen, das bekannte „Wind- und Donnergott“-Stellschirmpaar (Fūjin Raijin zu) des Kennin-ji, die Tuschezeichnung Renchi suikin zu und das Wandschirm-Paar mit Szenen aus dem Genji-Monogatari, sind zwölf weitere Werke als Wichtige Kulturgüter registriert.
Sein bedeutendes Werk, das Wandschirmpaar Matsushima, gelangte vor gut hundert Jahren in die Freer Gallery, (Washington).

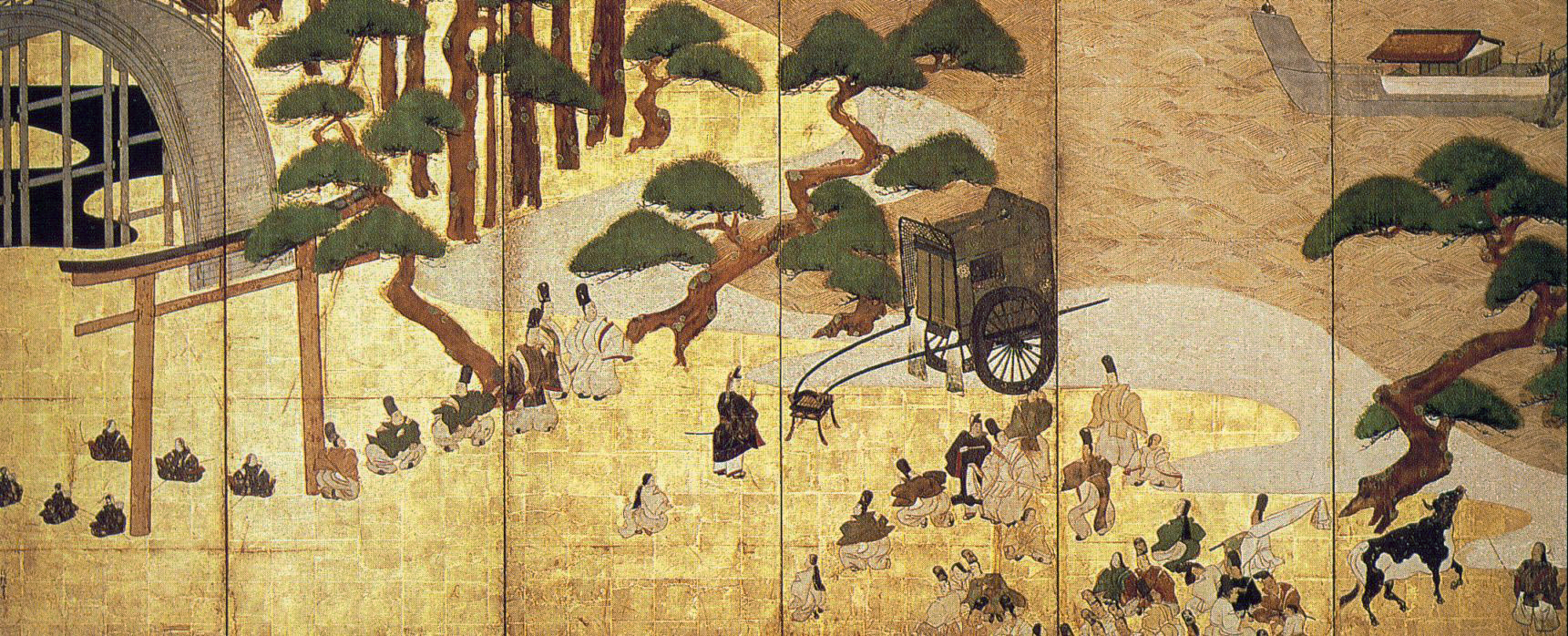
Genji Monogatari
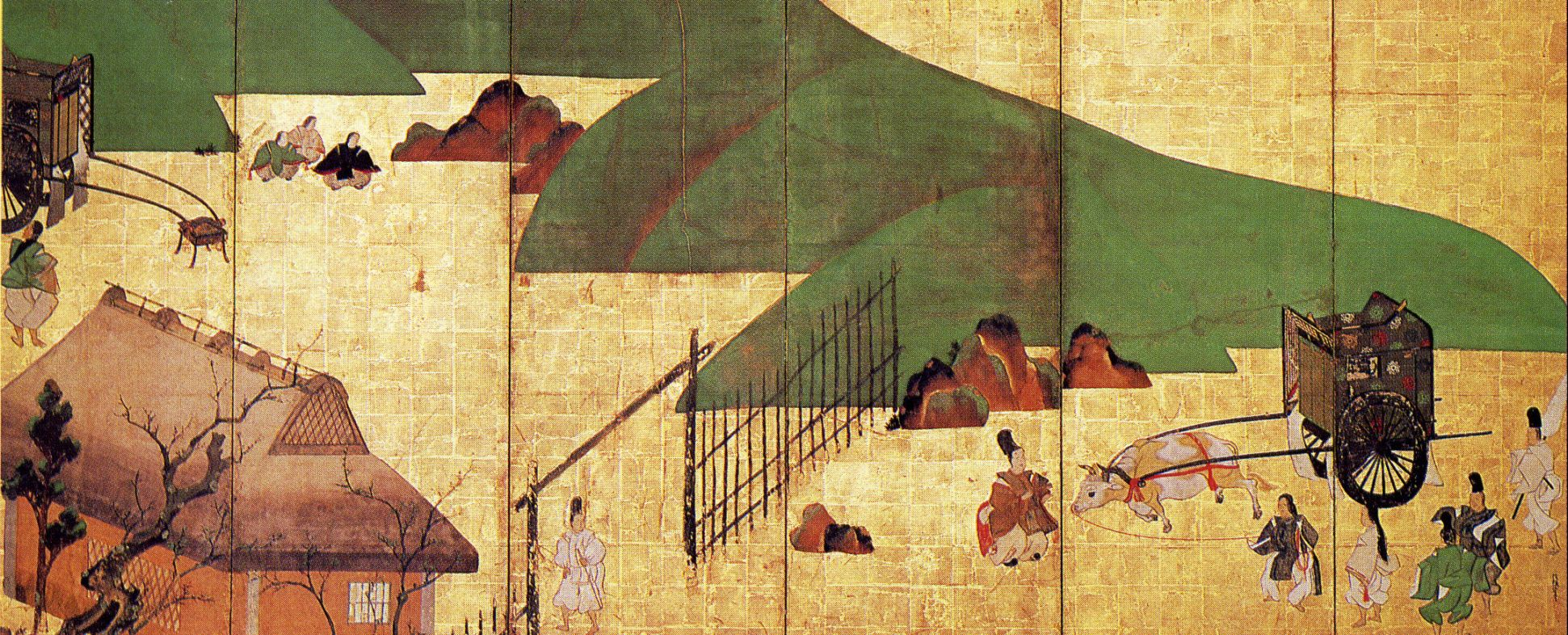
Genji Monogatari
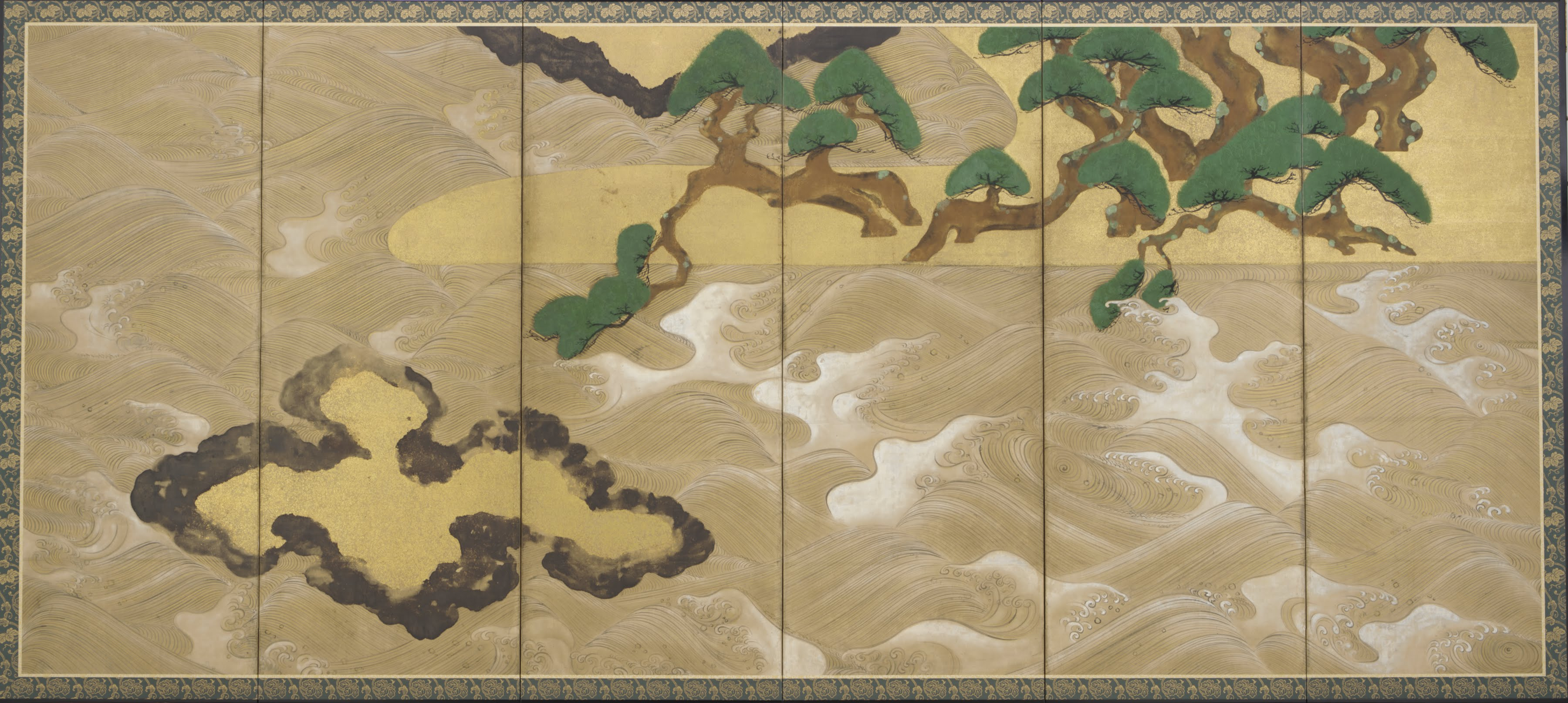
Matsushima (linker Stellschirm)
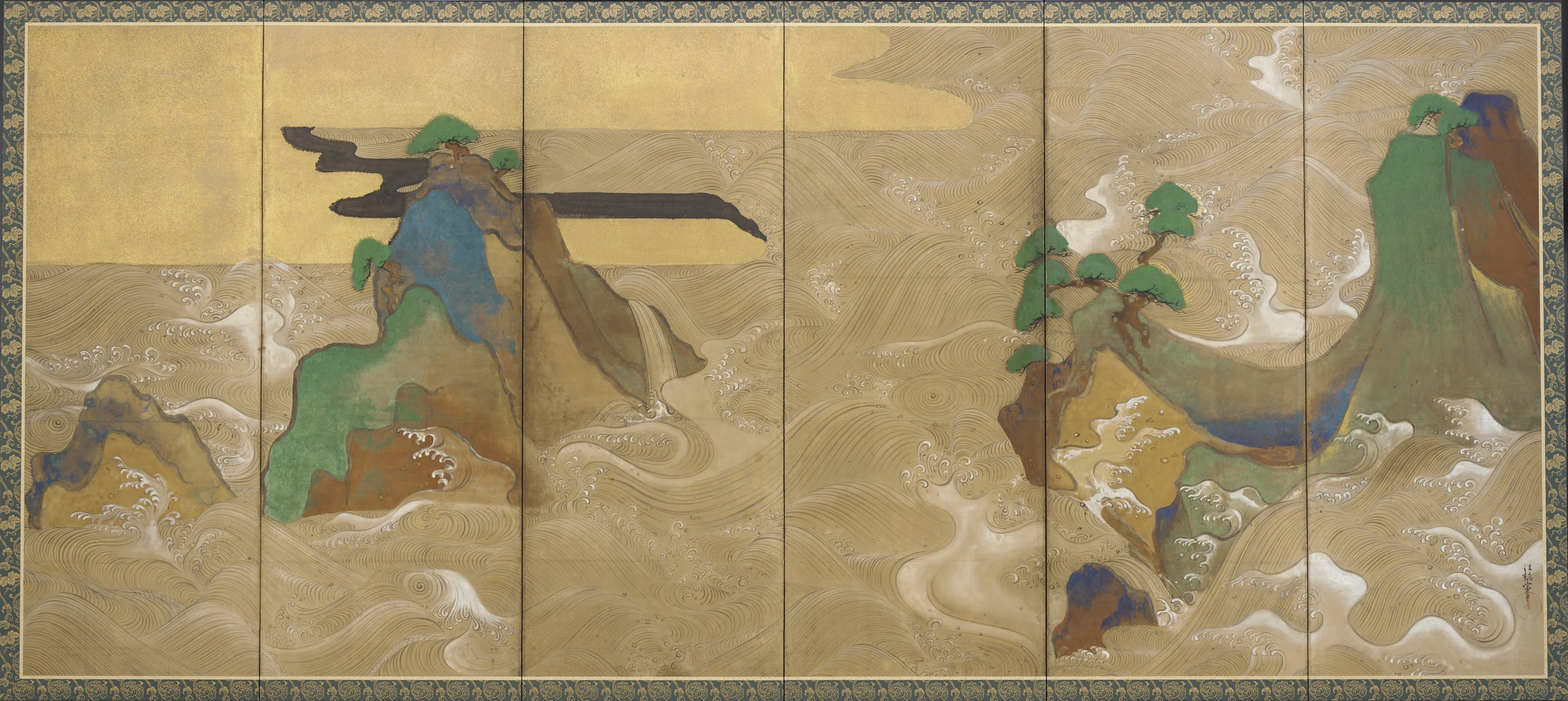
Matsushima (rechter Stellschirm)